# Temporada 1938-1939 del FC Barcelona
Les dades més destacades de la temporada 1938-1939 del Futbol Club Barcelona són les següents:

## Plantilla

### Plantilla acabada la guerra a Barcelona
Font:
| Porters - Joan Josep Nogués - Lluís Miró - José Pérez | Defenses - José Mesa - Joan Babot - Juan Melenchón - Ramon Sicart - Salvador Soler - Martín Pica - Ramon Blanch | Centrecampistes - Antoni Franco - Francesc Virgós - Isidre Rovira - Josep Bardina - Antonio Muñoz - Bordoy - Josep Mariages - Inocencio Bertolí | Davanters - Josep Estrada - César Rodríguez - Herrerita - Josep Pagès - Epi - Julián Vergara - Domingo Zaldúa - Juan Vázquez - Jaume Domènech - Ramon Homedes - Juan Trujillo - Francisco Gárate - Jaume Rigual - Manuel García - Francisco Mateo |

### Equip reserva que disputà la Copa Ciutat de Barcelona
Font:
|      |                   |      | Copa Ciutat de Barcelona | Copa Ciutat de Barcelona |
| P    | Jugador           | País | PT                       | Gols                     |
| ---- | ----------------- | ---- | ------------------------ | ------------------------ |
| POR  | Ferran Ferrús     |      | 4                        | -4                       |
| POR  | Alcoceba          |      | 1                        | -4                       |
| POR  | Lluís Climent     |      | 1                        | -1                       |
| POR  | Josep Maria Martí |      | 1                        | -1                       |
| P/DA | Ramon Llorens     |      | 3                        | -4                       |
| DEF  | Solé              |      | 7                        |                          |
| DEF  | Ramon Blanch      |      | 6                        |                          |
| MIG  | Pere Ros          |      | 8                        |                          |
| MIG  | Juan Sánchez      |      | 6                        |                          |
| MIG  | Lafuente          |      | 4                        |                          |
| MIG  | Aurelio León      |      | 4                        | 2                        |
| MIG  | Forn              |      | 3                        | 1                        |
| MIG  | Pérez             |      | 2                        |                          |
| MIG  | Andreu Fernández  |      | 2                        |                          |
| DAV  | Diví              |      | 6                        | 2                        |
| DAV  | Manuel García     |      | 6                        | 3                        |
| DAV  | Nicolás           |      | 5                        |                          |
| DAV  | Call              |      | 4                        | 3                        |
| DAV  | Amador Sauras     |      | 4                        | 2                        |
| DAV  | Vicenç Vergés     |      | 3                        | 2                        |
| DAV  | Francisco Mateo   |      | 2                        | 3                        |
| DAV  | Morera            |      | 1                        |                          |
| DAV  | Zaforas           |      | 1                        |                          |
| DAV  | Joaquim Guinovart |      | 1                        |                          |

- No s'inclouen dades dels partits de la novena i desena jornada, així com golejadors del partit de la vuitena jornada per falta de fonts.

## Classificació
- Al no poder-se celebrar el Campionat de Catalunya per problemes de mobilitat, es va optar per celebrar un torneig entre els equips més potents de Barcelona que encara estiguessin actius, el qual no va poder ser acabat, ja que les autoritats van prohibir els esdeveniments esportius el dia 17 de gener. L'últim partit es va disputar el 8 de gener, només 18 dies abans de l'entrada dels feixistes a Barcelona, el partit fou disputat entre els suplents del Barça i el Martinenc i amb les grades pràcticament buides, quedant per disputar dues jornades per acabar la competició.[5]

## Resultats
| Torneig Ciutat de Barcelona |

| 30 octubre 1938 | FC Barcelona  | 3 - 0 | Gràcia SC | Barcelona                   |  |
| Jornada 1       | García · Call |       |           | Camp de les Corts · Mateo · |  |

| 6 novembre 1938 | CE Júpiter | 1 - 5 | FC Barcelona                  | Barcelona           |  |
| Jornada 2       | Gol        |       | Diví · Call · García · Sauras | Camp de les Corts · |  |

| 13 novembre 1938 | CE Europa             | 4 - 1 | FC Barcelona | Barcelona           |  |
| Jornada 3        | Gol · Gol · Gol · Gol |       | Sauras       | Camp del Guinardó · |  |

| 20 novembre 1938 | FC Martinenc | 2 - 1 | FC Barcelona | Barcelona |  |
| Jornada 4        | Gol · Gol    |       | Forn         |           |  |

| 27 novembre 1938 | FC Barcelona   | 3 - 1 | UE Sants | Barcelona           |  |
| Jornada 5        | Mateo · Vergés |       | Gol      | Camp de les Corts · |  |

| 4 desembre 1938 | FC Barcelona | 2 - 4 | Avenç de l'Sport      | Barcelona           |  |
| Jornada 6       | Mateo · Diví |       | Gol · Gol · Gol · Gol | Camp de les Corts · |  |

| 18 desembre 1938 | Gràcia SC | 1 - 3 | FC Barcelona  | Barcelona |  |
| Jornada 7        | Gol       |       | León · Vergés |           |  |

| 25 desembre 1938 | FC Barcelona | 10 - 1 | CE Júpiter | Barcelona           |  |
| Jornada 8        |              |        |            | Camp de les Corts · |  |

| 1 gener 1939 | FC Barcelona | 3 - 3 | CE Europa | Barcelona           |  |
| Jornada 9    |              |       |           | Camp de les Corts · |  |

| 8 gener 1939 | FC Barcelona | 3 - 1 | FC Martinenc | Barcelona           |  |
| Jornada 10   |              |       |              | Camp de les Corts · |  |

| gener 1939 | UE Sants | v | FC Barcelona | Barcelona                 |  |
| Jornada 11 |          |   |              | Camp del carrer Galileu · |  |

| gener 1939 | Avenç de l'Sport | v | FC Barcelona | Barcelona |  |
| Jornada 12 |                  |   |              |           |  |

### Juny
- 29 juny - Reobertura del Camp de Les Corts i primer partit sota el nou règim de Franco. Una selecció espanyola vestida amb la samarreta del Barça s'enfronta a l'Athletic Club. Una part de la recaptació del partit es destina al Subsidio del Combatiente. 9-1

### Juliol
- 2 de juliol - Amistós: Barcelona 0 - Zaragoza 1.
- 2 de juliol - Amistós: Barcelona 4 - Horta 2.
- 9 de juliol - Amistós: Barcelona 2 - Alavés 4.
- 9 de juliol - Amistós: Barcelona 4 - Poblesec 2.
- 11 de juliol - Amistós: Barcelona 3 - Espanyol 1.
- 16 de juliol - Amistós: Barcelona 3 - Recuperación de Levante 2.
- 18 de juliol - Amistós: Barcelona 2 - Europa 5.
- 18 de juliol - Amistós: Barcelona 3 - Recuperación de Catalunya 1.